# Norwegian Journal of Entomology
Norwegian Journal of Entomology – norweskie, recenzowane czasopismo naukowe publikujące w dziedzinie entomologii.
Czasopismo to wydawane jest przez Norsk entomologisk forening. Ukazuje się od 1921 roku, przy czym w latach 1921-1974 ukazywał się pod tytułem Norsk entomologisk Tidsskrift, a w latach 1979-1998 pod tytułem Fauna Norvegica Serie B. Wychodzi dwa razy do roku. Publikuje oryginalne prace badawcze, prace przeglądowe i krótkie doniesienia, dotyczące taksonomii, faunistyki, zoogeografii oraz ogólnej i stosowanej ekologii owadów i pokrwenych grup stawonogów lądowych.
Seria nieregularnie ukazujących się suplementów do Norwegian Journal of Entomology wychodzi się pod tytułem Insecta norvegiae. Publikowane są w niej monografie, atlasy rozmieszczenia, checklisty i zestawienia bibliograficzne.
W 2017 roku jego wskaźnik cytowań według Scimago Journal & Country Rank wyniósł 0,266 co dawało mu 99. miejsce wśród czasopism poświęconych naukom o owadach.